# حصن قريات
حصن قريات ، تقع مدينة قريات الساحلية على بعد 80 كيلو متر من العاصمة مسقط في تخوم طريق جبلي أخاذ. إلى الداخل وليس بعيداً من البحر يحمي حصن قريات مركز المدينة ومزارع النخيل حوله ويقف حارساً لمنطقة المرفأ برج مراقبة فريد مثلث الأضلاع مطلاً على جزيرة صخرية صغيرة.